# Groß Kelle
Groß Kelle è un comune del Meclemburgo-Pomerania Anteriore, in Germania.
Appartiene al circondario della Seenplatte del Meclemburgo ed è parte della comunità amministrativa (Amt) di Röbel-Müritz.

## Storia
Fino al 1º gennaio 1999 il comune portava la denominazione di «Groß-Kelle»; in tale data venne mutata in «Groß Kelle».